# Medalla de la Guerra de Nova Zelanda

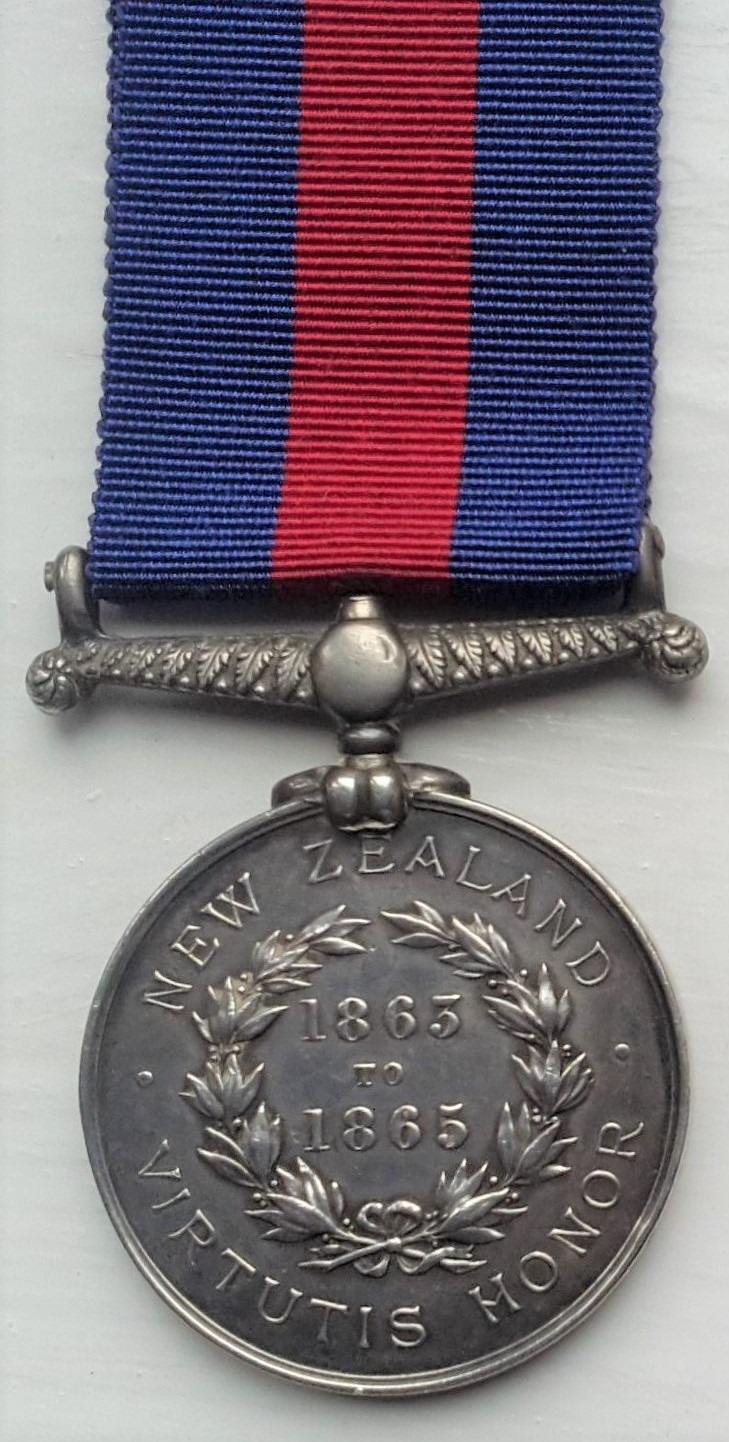
Revers de la medalla

La Medalla de la Guerra de Nova Zelanda (anglès: New Zealand War Medal) va ser una medalla de campanya autoritzada el 1869 per atorgar-se a les tropes imperials i colonials implicades en les guerres de Nova Zelanda de 1845–47 i 1860–66. Les guerres de Nova Zelanda eren conegudes anteriorment com a guerres maoris, guerres anglo-maoris o guerres terrestres.
Les forces imperials incloïen l'exèrcit britànic, la Royal Navy i els Royal Marines. La milícia colonial va ser reclutada tant localment com a Austràlia, i incloïa forces mòbils com els Forest Rangers de Von Tempsky i la Columna Voladora Arawa d'una tribu maorí per a la guerra de guerrilles a la mata de Nova Zelanda.
Per a les forces imperials, es va concedir a aquells "que realment van servir al camp contra l'enemic a Nova Zelanda".
La medalla es va concedir a les Forces Colonials i als nadius amics que havien estat "en realitat sota foc, o d'una altra manera destacats per un servei distingit en el camp", i també als familiars més propers de qualsevol persona morta en combat o que hagués mort a causa de les seves ferides. Les reclamacions de les forces colonials es van tancar el 1900 però es van reobrir el 1910 i el 1913 en associació amb les demandes de terres pel servei a la guerra. Finalment es van tancar les reclamacions per als europeus el 1915 i els maoris el 1916.

## Descripció
La medalla és de plata, circular, de 36 mil·límetres (1,4 polzades) de diàmetre i amb un tirant de barra recta ornamentat amb frondes de falguera de Nova Zelanda. La medalla va ser dissenyada pels germans A. B. i J. S. Wyon.
L'anvers mostra una efígie de la reina Victòria , mirant cap a l'esquerra i amb diadema i vel, amb la llegenda: VICTORIA D: G: BRITT : REG : F : D : El bust és semblant, però més gran que, al de la medalla de la Guerra d'Abissínia emesa el mateix any.
El revers té una corona de llorer que conté l'any o els anys entre els quals va servir el destinatari, amb les paraules NEW ZEALAND a dalt i VIRTUTIS HONOR (Honor al valor) a continuació. En general, les medalles de milícies colonials no tenen data, com algunes de les forces imperials. Els anys de servei, dins del període 1845 a 1866, es mostraven en tres línies, per exemple: 1863 / a / 1865. Únicament per a una medalla de campanya britànica, els anys estan marcats al centre.  El període més llarg mostrat en una medalla va ser "1846 a 1865", dels quals només se'n va concedir un, mentre que es coneixen exemplars no premiats amb les dates "1846 a 1866".
La vora de la medalla va quedar impressionada amb el número, el nom, el regiment del destinatari i, per a aquells per sobre de privats, el seu rang. Algunes medalles amb un revers sense data també porten els anys de servei rellevants gravats a la vora.
La cinta, d'1,25 polzades (32 mm) d'ample, és de color blau amb una franja central vermella de 10 mm.
No es van emetre fermalls (barres).

## Medalles emeses
El nombre de trucades va ser 1.957 (govern imperial) i 2.500 (govern colonial), un total de 4.457, dels quals unes 4.400 van ser emeses.
El Ministeri de Defensa de Nova Zelanda va conservar unes quantes medalles no reclamades, algunes de les quals van vendre a la dècada de 1960 marcades com "espècimen" i amb el nom del destinatari esborrat.